# 25095 Чурінов
25095 Чурінов (25095 Churinov) — астероїд головного поясу, відкритий 14 вересня 1998 року.
Тіссеранів параметр щодо Юпітера — 3,489.